# Polonistika
Polonistika (prema srednjovj. lat. Polonia, Poljska) je grana filologije koja se bavi proučavanjem poljskog jezika i poljske književnosti. Ujedno i naziv studija poljskoga jezika i književnosti. Prvi predavači polonističkih kolegija na Sveučilištu u Zagrebu bili su Fran Celestin, Leopold Václav Geitler, Franjo Marković i Tomislav Maretić. Školske god. 1918/19. Julije Benešić uveo je lektorat poljskog jezika, a od 1931. lektorat je vodio Josip Hamm. Osnivačem samostalnoga studija poljskog jezika i književnosti na zagrebačkom Filozofskom fakultetu u školskoj god. 1965/66. bio je Zlatko Malić. Godine 2004. osnovana je Katedra za poljski jezik i književnost u okviru Odsjeka za zapadnoslavenske jezike i književnosti, a za predstojnicu je izabrana Neda Pintarić. Od 2005. polonistika je organizirana kao petogodišnji studij (3+2). Na sveučilištima u Rijeci i Zadru djeluju lektorati poljskog jezika unutar studija kroatistike.

## Vanjske poveznice
- LZMK / Proleksis enciklopedija: polonistika